# 30186 Ostojic
30186 Ostojic este un asteroid din centura principală de asteroizi.

## Descriere
30186 Ostojic este un asteroid din centura principală de asteroizi. A fost descoperit pe 6 aprilie 2000 la Socorro, New Mexico, în cadrul proiectului LINEAR. Asteroidul prezintă o orbită caracterizată de o semiaxă mare de 2,63 ua, o excentricitate de 0,19 și o înclinație de 8,8° în raport cu ecliptica.